# Silcreta

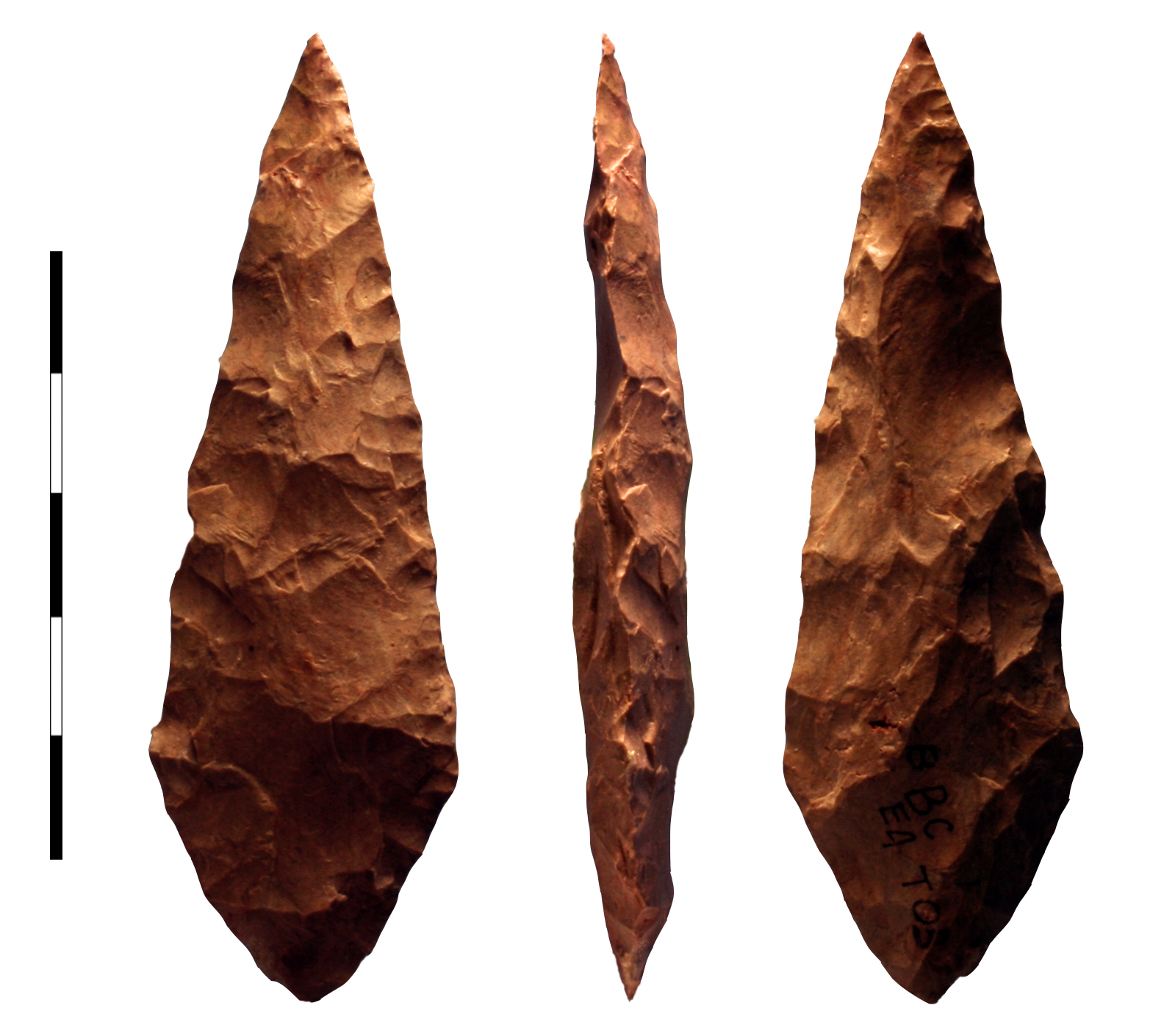
Punta bifacial de silcreta procedente de la Cueva de Blombos, Sudáfrica, Paleolítico medio
(71 000 aC)

La silcreta es una roca originada por cementación de suelos, reemplazados por sílice secundaria (no presente inicialmente).

## Etimología
El término se forma a partir de las palabras "sílice" y "concreción".
Este neologismo es citado por primera vez por G.W. Lamplugh.

## Formación y distribución
La silcreta se forma cuando la sílice disuelta se solidifica en forma de costra en el interior del suelo. Se forma por cementación y reemplazamiento de sedimentos, suelos o saprolitos por varios tipos de sílice secundaria. Se producen por encima del nivel freático o en ambientes edáficos, en ubicaciones cercanas a la superficie. Es un material duro y resistente similar a la cuarcita por su apariencia, aunque su origen y proceso de formación son diferentes. Puede presentarse en forma de ópalo, cuarzo criptocristalino o cuarzo bien cristalizado Lo encontramos en todo el mundo, formando perfiles con horizontes geológicos propios, de tipos masivo, columnar, nodular, de conglomerados, laminar, etc., y es particularmente abundante en las regiones áridas de Australia, especialmente en las formaciones denominadas buttes.

## Tecnología lítica
Es difícil trabajar la silcreta para hacer herramientas líticas cuando no ha sido tratada por el calor. Los expertos en este tipo de herramientas creen mayoritariamente que la tecnología usada consistía en enterrar en hogueras el material para facilitar su manipulación. Este sistema se conocía en África del Sur hace al menos 65 000 años y en Europa hace un mínimo de 25 000 años. El calentamiento cambia la estructura del material, facilitando sacar lascas. Este procedimiento puede que haya sido el primer uso de la denominada pirotecnología por nuestros ancestros.

## Usos prehistóricos
En Australia fue muy utilizada por los aborígenes para la fabricación de útiles líticos. Estos útiles fueron llevados a grandes distancias, apareciendo en zonas que, de manera natural, no tienen silcreta.
En Sudáfrica, en el Paleolítico medio, fue muy empleada. Así, se ha visto que en la cueva de Blombos, que desde 1991 está siendo excavada, este material fue el que se usó principalmente para la fabricación de herramientas líticas. Este lugar ha proporcionado los objetos más antiguos tallados por el método de presión. Datan de hace unos 70 000 años. Hay que tener en cuenta que los útiles líticos en sílex más antiguos conocidos tallados por presión datan del Solutrense, hace unos 20 000 años.